# Joeropsididae
Joeropsididae är en familj av kräftdjur. Joeropsididae ingår i ordningen gråsuggor och tånglöss, klassen storkräftor, fylumet leddjur och riket djur. Enligt Catalogue of Life omfattar familjen Joeropsididae 69 arter. 
Kladogram enligt Catalogue of Life:
| Joeropsididae | \| \| Joeropsis \| \| \| \| \| \| Rugojoeropsis \| \| \| \| \| \| Scaphojoeropsis \| \| \| \| |
|               | \| \| Joeropsis \| \| \| \| \| \| Rugojoeropsis \| \| \| \| \| \| Scaphojoeropsis \| \| \| \| |
|               | Joeropsis                                                                                     |
|               |                                                                                               |
|               | Rugojoeropsis                                                                                 |
|               |                                                                                               |
|               | Scaphojoeropsis                                                                               |
|               |                                                                                               |